# Římskokatolická farnost Tvrdonice
Římskokatolická farnost Tvrdonice je jedno z územních společenství římských katolíků s farním kostelem sv. Mikuláše v břeclavském děkanství.

## Území farnosti
- Tvrdonice s farním kostelem sv. Mikuláše
- Kostice s kaplí svaté Terezie od Ježíše a s kaplí svatého Kříže

## Historie farnosti
Nejstarší zmínka o tvrdonickém kostele zasvěceném sv. Mikuláši pochází z roku 1673. Chrám barokního stylu byl v roce 1879 zbořen, protože jeho stěna se sesouvala dolů po svahu do ulice Rybáře. Na stejném místě – i přes jasně nestabilní podloží – byl postaven v letech 1880-1884 kostel nový, tentokrát v novogotickém stylu. Po šedesáti letech však opět došlo k sesuvu podloží kostela, a tak i tento musel být strhnut a již na jiném místě byl postaven kostel současný. Základní kámen byl posvěcen za účasti pěti tisíc věřících 30. června 1940. Vysvěcení nového kostela se uskutečnilo 7. září 1941.

## Duchovní správci
Od 1. září 2013 byl farářem P. Jan Piler. Toho od 1. srpna 2016 ve funkci nahradil P. Robert Prodělal. Ten se k 13. 1. 2020 stal duchovním správcem i ve farnosti Lanžhot, od r. 2022 administrátorem excurrendo.

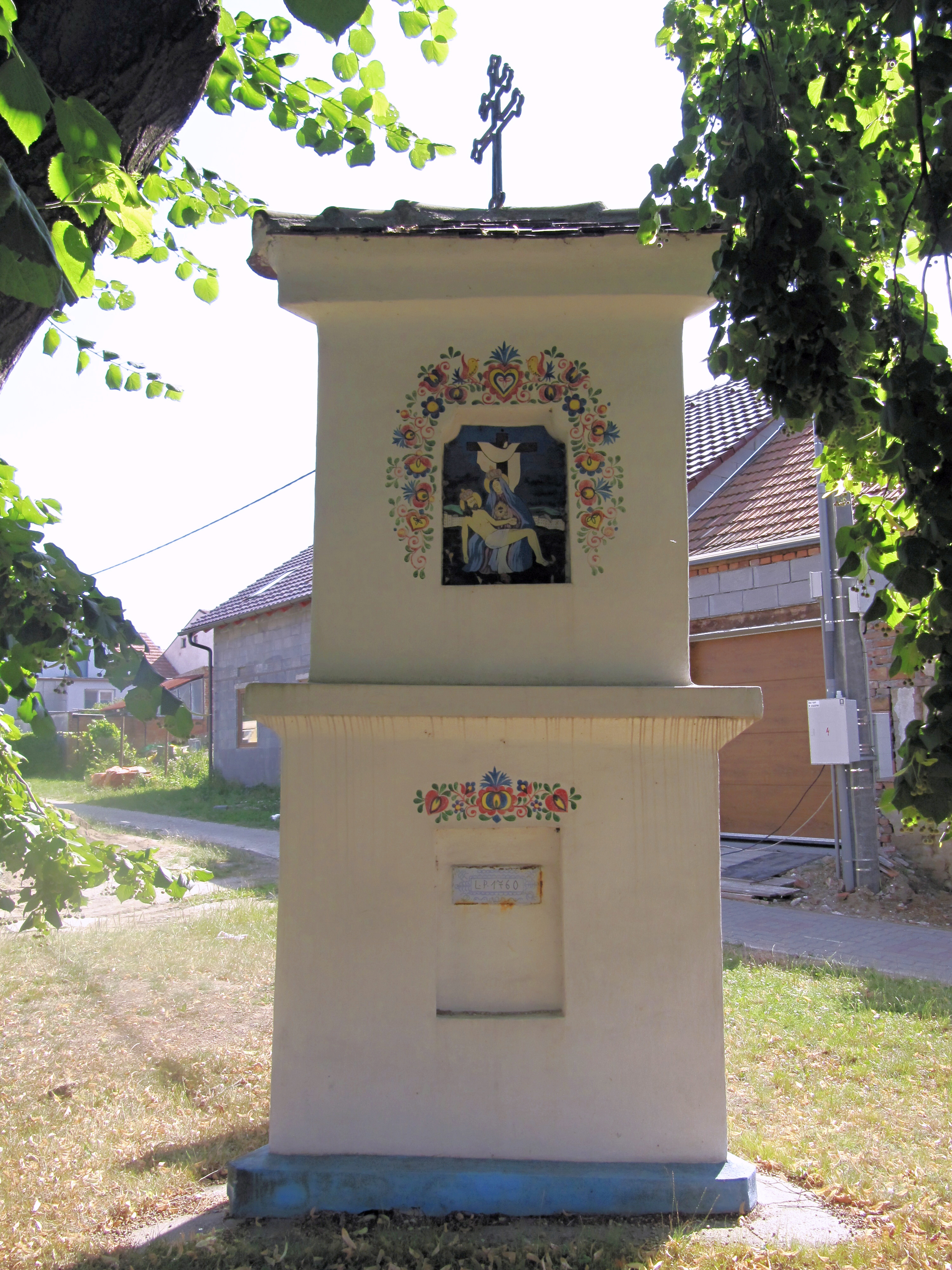
Tvrdonice, boží muka

## Bohoslužby za normálních okolností
| Kostel / kaple           | Místo             | Bohoslužba (den)           | Hodina                  | Poznámka             |
| ------------------------ | ----------------- | -------------------------- | ----------------------- | -------------------- |
| sv. Mikuláše obřadní síň | Tvrdonice Kostice | neděle středa pátek sobota | 10:30 17:00 17:00 17:00 | Farní kostel "Kaple" |

## Bohoslužby v době bohoslužeb bez lidu
V době, kdy se kvůli protikoronavirovým opatřením nemohly konat bohoslužby s účastí lidu, se mše přenášely prostřednictvím infokanálu, a to každá sobotní bohoslužba s nedělní platností v 18:00. Jinak prostřednictvím Youtubu se bylo možno účastnit i mší z Moravské Nové Vsi, přenášené z fary. Ty sloužil tamější farář P. Marián Kalina s P. Robertem Prodělalem.

## Aktivity farnosti
Dnem vzájemných modliteb farností za bohoslovce a bohoslovců za farnosti brněnské diecéze je 20. březen. Adorační den připadá na 2. července.
Ve farnosti se pravidelně koná tříkrálová sbírka, v roce 2015 se při ní vybralo v Tvrdonicích 58 111 korun a v Kosticích 42 794 korun. O rok později šlo v Tvrdonicích o 70 001 korun a v Kosticích o 47 583 korun.